# مزيل الرغوة

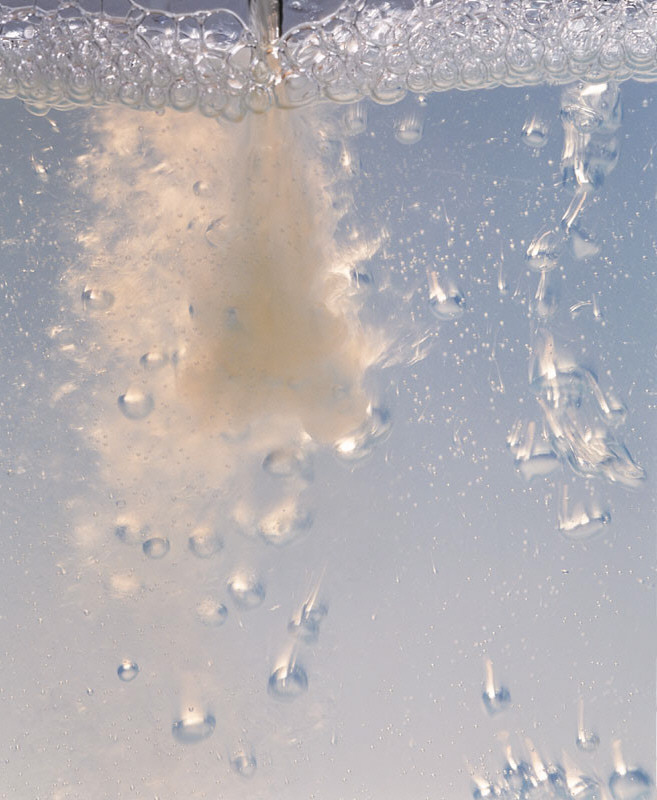
مزيل للرغوة (صورة توضيحيّة)

المُنَزْبد أو عامل إزالة الرغوة أو عامل مضاد للرغوة أو باختصار مزيل الرغوة أو مادة مانعة للرغوة (بالإنجليزية: Defoamer) عبارة عن مادة كيميائية مضافة تقلل وتعيق تكوين الرغوة في سوائل العمليات الصناعية. غالبًا ما يتم استخدام المصطلحين عامل مضاد للرغوة ومزيل الرغوة بالتبادل. بالمعنى الدقيق للكلمة، فإن مزيلات الرغوة تقضي على الرغوة الموجودة وتمنع مضادات الرغوة من تكوين رغوة إضافية. العوامل شائعة الاستخدام هي الزيوت غير القابلة للذوبان، ثنائي ميثيل السيلوكسان وغيرها من السليكون، وبعض الكحوليات، والإستيرات والجليكولات. يتم استخدام المادة المضافة لمنع تكوين الرغوة أو يتم إضافتها لكسر الرغوة المتكونة بالفعل.
في العمليات الصناعية، تطرح الرغاوي مشاكل خطيرة. حيث تسبب عيوب في الطلاء السطحي وتمنع ملء الحاويات بكفاءة. تتوفر مجموعة متنوعة من الصيغ الكيميائية لمنع تكوين الرغاوي.
مزيل الرغوة غير قابل للذوبان في وسط الرغوة وله خصائص نشطة السطح. السمة الأساسية لمنتج مزيل الرغوة هي اللزوجة المنخفضة وهي وسيلة للانتشار بسرعة على الأسطح الرغوية. لها تقارب إلى سطح الهواء السائل حيث تزعزع صفائح الرغوة. هذا يسبب تمزق فقاعات الهواء وانهيار الرغوة السطحية. تتكتل فقاعات الهواء المحصورة، وترتفع الفقاعات الأكبر إلى سطح السائل الأكبر بسرعة أكبر.